# Serguéi Kuzmín
Serguéi Kuzmín (Unión Soviética, 17 de diciembre de 1961-8 de marzo de 2024) fue un clavadista o saltador de trampolín soviético especializado en el trampolín de tres metros, donde consiguió ser subcampeón mundial en 1982.

## Carrera deportiva
En el Campeonato Mundial de Natación de 1982 celebrado en Guayaquil (Ecuador), ganó la medalla de plata en el trampolín de tres metros, con una puntuación de 636 puntos, tras el estadounidense Greg Louganis (oro con 752 puntos) y por delante del saltador también soviético Aleksandr Portnov.